# Kate Alexa
Kate Alexa Gudinski (Melbourne, Victoria, 1988. március 2. –) ausztrál popénekes, dalszerző és az ausztrál zene nagy alakjának, Michael Gudinskinak a lánya.

## Háttér
Alexa karrierje akkor kezdődött, amikor a lány tizenhárom évesen írta meg az első dalát, majd a következő évben kezdett csinálni bemutatókat. "Colors of the Rainbow" volt az első dala, azt rögzítették, mondta: "Ez egy nagyon vidám dal, de nem hiszem, hogy valaha is játszani fogom mindenki számára ". Aztán folytatta pályafutását, aláírta a lemezszerződést a Liberation Music-kal 2004 közepén. A kiadó tulajdonosa az apja. Alexa először 2004-ben került a reflektorfénybe, amikor Always There (Mindig ott van) című dala szerepelt a Home & Awayben. Második kislemeze közepes sikert ért el, de Kate fellépett a Backstreet Boys előzenekaraként, és a harmadik kislemeze az All I Hear (Minden, amit hallok) bekerült az ARIA top tízbe a kilencedik helyen és ott maradt a Top 20-ban nyolc héten át.

## Zenei karrierje

### Broken & Beautiful(2004-2006)
2004-ben, amikor Alexa tizenegyedikes volt a középiskolában, megjelent debütáló kislemez, a "Always There" került kiválasztásra, hogy a zenéje benne legyen a Home and Away című sorozatban és a 2004-es olimpián hallható legyen. Ez értékes promóció Alexanak, sok néző akart többet megtudni a dalról. Hálás volt neki.
2005-ben, Alexa befejezte a középiskolát, amikor megjelent neki a második kislemez, a " My Day Will Come ", a dal bekerült a Top 30-ba. Fontos döntés előtt állt, hogy mit akar kezdeni a nagy betűs életben, ezért eldöntötte, hogy zenélni fog.
A lány tizennyolcadik születésnapján, 2006-ban kiadta a harmadik kislemezét, a " All I Hear "-t. Ahogy ünnepelt, kiderült, hogy mirigyes láza van és emiatt ő nem tudott sokat promózni.  A dal elérte a 9. helyet az ausztrál ARIA Singles Chart-on és Alexa kijelentette, hogy "tekintettel a top tíz-ben volt, csak egy hihetetlen érzés. Annyira jól esik nekem, hogy az emberek támogatják a dalt."
A 2006. szeptember 24-én Alexa kiadta a negyedik kislemezt, a " Somebody Out There ", ami egy másik Top 30 találatot ért, és 2006. szeptember 23-án Alexa kiadta várva várt debütáló albumát Broken & Beautiful , és úgy írja le az albumot, hogy tükrözi az ő életét és az elmúlt néhány évet, és azt állítja, hogy minden az albumon igaz.

### Második lemez előtti albumok(2007-2008)
2007-ben, Alexa írt és rögzített tizenkét dalt, valamint a No Ordinary Girl című számot a H2O:Just add water című sorozathoz. Az a sorozat zenei albumát 2007. szeptember 8-án jelent meg Ausztráliában.
2007 végén összeállt Molly Meldrum, ausztrál producerrel és Baby Bash, amerikai rapperrel, hogy rögzítsék a Womack & Womack dal feldolgozott verzióját a Teardrops, ez az első kislemeze Alexa második albumának.
2008 februárjában és márciusában, Kate Alexa Cindy Lauper támogatottja elindult országos turnéra. Amelyen három új dalt "Nothing Compares", "Cherry Pop", és "Hit by Love"-t adta előz, amellyel megerősítette, hogy meg fog jelenni második stúdióalbuma.
2008. április 16-án Japánban Broken & Beautiful-t kibocsátották két bónusz trackkel, "Walk On" és az akusztikus "Always There" verziójával. Az album nem kapott sok figyelmet és a slágerlistákon sem ért el jó eredményeket.

### Addict:második albuma(2009-napjainkig)
2008 elején már dolgozott az albumon, amiről elterjedt, hogy Addict lesz a címe, a lemezt 2008 végén akarták kiadni, de megjelenése 2009-re, majd 2010-re tolódott. A lány hivatalos oldalán azt állítja egy új hang lesz, amit úgy jellemzett, hogy a pop él. Több zenésszel is dolgozik az albumon DNA Songs dalszerzővel, valamint új munkatársakkal, mint az angol Tom Nichols és az ausztrál énekes Mandy Kane.

## Magánélete
Kate tud játszani zongorán, és megtanult gitározni, az iskolában a fotózás volt a hobbija. Olyan előadókat hallgat, mint Alanis Morissette, az Oasis, a Skyhooks és Madonna. Érdekli a divat, a cipők tervezése.

## Diszkográfia
- 2006: Broken & Beautiful
- 2007: H2O: Just Add Water (Series 2)
- TBA: Addict

## Fordítás
- Ez a szócikk részben vagy egészben  a   Kate Alexa című angol Wikipédia-szócikk fordításán alapul.  Az eredeti cikk szerkesztőit annak laptörténete sorolja fel. Ez a jelzés csupán a megfogalmazás eredetét és a szerzői jogokat jelzi, nem szolgál a cikkben szereplő információk forrásmegjelöléseként.